# Jalapyphantes minoratus
Jalapyphantes minoratus är en spindelart som beskrevs av Willis J. Gertsch och Davis 1946. Jalapyphantes minoratus ingår i släktet Jalapyphantes och familjen täckvävarspindlar. Inga underarter finns listade i Catalogue of Life.